# CHL Import Draft 2004
CHL Import Draft 2004 – 13. draft CHL w historii. Łącznie wybrano 71 zawodników (przewidziano 76 wyborów).

## Wybrani
Pozycje: B – bramkarz, LO – lewy obrońca, PO – prawy obrońca, C – center, LS – lewoskrzydłowy, PS – prawoskrzydłowy

Ligi: OHL – Ontario Hockey League, QMJHL – Quebec Major Junior Hockey League, WHL – Western Hockey League

### Runda 1
| #  | Zawodnik (pozycja)         | Pochodzenie | Klub macierzysty            | Klub wybierający (liga)            |
| -- | -------------------------- | ----------- | --------------------------- | ---------------------------------- |
| 1  | Zdeněk Bahenský (LS)       | Czechy      | HC Litvínov U20             | Saskatoon Blades (WHL)             |
| 2  | Andrej Sekera (LO)         | Słowacja    | HC Dukla Trenczyn           | Owen Sound Attack (OHL)            |
| 5  | Jakub Kindl (PO)           | Czechy      | HC Pardubice U20            | Kitchener Rangers (OHL)            |
| 6  | David Krejčí (C)           | Czechy      | HC Kladno U20               | Gatineau Olympiques (QMJHL)        |
| 9  | Aleksandr Radułow (PS)     | Rosja       | THK Twer                    | Quebec Remparts (QMJHL)            |
| 11 | Marek Kvapil (PS)          | Czechy      | Slavia Praga U20            | Saginaw Spirit (OHL)               |
| 14 | Peter Ölvecký (C/LS)       | Słowacja    | HC Dukla Trenczyn U20       | Sudbury Wolves (OHL)               |
| 16 | Andrej Meszároš (PO)       | Słowacja    | HC Dukla Trenczyn           | Vancouver Giants (WHL)             |
| 21 | Giennadij Czuriłow (C/ LS) | Rosja       | Mietałłurg 2 Magnitogorsk   | Quebec Remparts (QMJHL)            |
| 22 | Michael Grabner (PS)       | Austria     | EC VSV                      | Spokane Chiefs (WHL)               |
| 23 | Jakub Petružálek (C/PS)    | Czechy      | HC Litvínov                 | Ottawa 67’s (OHL)                  |
| 24 | Jaroslav Halák (B)         | Słowacja    | Slovan Bratysława           | Lewiston Maineiacs (QMJHL)         |
| 26 | Radek Smoleňák (LS)        | Czechy      | HC Kladno U20               | Kingston Frontenacs (OHL)          |
| 27 | Oskars Bārtulis (LO)       | Łotwa       | CSKA 2 Moskwa               | Moncton Wildcats (QMJHL)           |
| 29 | Lukáš Kašpar (PS)          | Czechy      | HC Litvínov                 | Ottawa 67’s (OHL)                  |
| 38 | Michael Kolarz (PO)        | Czechy      | HC Vítkovice U20            | Plymouth Whalers (OHL)             |
| 42 | Dienis Parszyn (LS)        | Rosja       | CSKA 2 Moskwa               | Rouyn-Noranda Huskies (QMJHL)      |
| 43 | Martin Hanzal (C)          | Czechy      | HC Czeskie Budziejowice U20 | Regina Pats (WHL)                  |
| 52 | Peter Regin (C)            | Dania       | Herning Blue Fox            | Toronto St. Michael’s Majors (OHL) |
| 55 | Lauris Dārziņš (LS)        | Łotwa       | Lukko U20                   | Kelowna Rockets (WHL)              |
| 56 | Mathis Olimb (C)           | Norwegia    | Manglerud Star              | London Knights (OHL)               |

### Runda 2
| #  | Zawodnik (pozycja)         | Pochodzenie | Klub macierzysty    | Klub wybierający (liga)       |
| -- | -------------------------- | ----------- | ------------------- | ----------------------------- |
| 57 | Siarhiej Kołasau (LO)      | Białoruś    | Dynama Mińsk        | Prince George Cougars (WHL)   |
| 59 | Pawło Borysenko (C)        | Ukraina     | Bridgewater Bandits | Acadie-Bathurst Titan (QMJHL) |
| 73 | Konstantin Puszkariow (PS) | Kazachstan  | Awangard Omsk       | Calgary Hitmen (WHL)          |